# Pseudochondrostoma
Pseudochondrostoma és un gènere de peixos actinopterigis de la família Cyprinidae.

## Taxonomia
- Pseudochondrostoma duriense (M. M. Coelho, 1985) - Voga del Duero
- Pseudochondrostoma polylepis (Steindachner, 1864) - Voga del Tajo
- Pseudochondrostoma willkommii (Steindachner, 1866) - Voga del Guadiana